# 双葉会
双葉会（ふたばかい）は福岡県北九州市小倉南区に本部を置く社会福祉法人。

## 概要

### 目的
双葉会の登記の目的欄においては、「多様な福祉サービスがその利用者の意向を尊重して総合的に提供されるように創意工夫することにより、利用者が、個人の尊厳を保持しつつ、自立した生活を地域社会において営むことができるよう支援することを目的と」しているとある。

### 主な事業
双葉会の主力事業は、双葉苑など計10ヶ所で展開している「高齢者福祉事業」である。このほか、双葉学園や双葉学園みのりなど計5ヶ所での「児童福祉事業」や駐車場事業なども行っている。

### 職員の数
男性が65名、女性が157名、男女合計は222名
なお、職員の大部分は主力である高齢者福祉事業に従事する。

### 歴代の理事長
双葉会の創立者及び歴代理事長は、次のとおりである（2024年6月現在）。
- 創立者：西田 好之助（1945年就任）
- 初代理事長：西田 サン（1954年就任）
- 第2代理事長：西田 稔夫（1957年就任）
- 第3代理事長：西田 孝子（2017年就任）
- 第4代理事長：真名子 放弦（2018年就任）
- 第5代理事長：高原 堅次（2019年就任）
- 第6代理事長：柏木 修（2020年就任）
- 第7代理事長：窪田 秀樹（2024年6月就任、現在に至る）

### 2024年度の役員等
2024年度の双葉会の役員は次のとおりである（2024年6月現在）。
- 理事長：窪田 秀樹（非常勤）
- 業務執行理事：高田 照男（常勤・北九州市役所子ども家庭局のOB）
- 理事：迫田 学（弁護士）
- 理事：下田 俊（児童福祉事業のトップ）
- 理事：西田 二郎（高齢者福祉事業のトップ）
- 理事：萩野 清隆
- 監事：亀岡 稔昌
- 監事：百瀬 豊

### 理事に関する行政指導
西田二郎（双葉苑及び第二双葉苑施設長）は2017年当時、6600万円もの不正会計をした責任をとって退任した経緯があることから、北九州市役所は西田二郎を理事に再任させることは、業務を改善しようとする法人の姿勢としては不適切であると双葉会に行政指導をしている。しかし、双葉会は双葉会事件が発覚した2019年から2024年もの5年の間、当該行政指導を無視して西田二郎を理事に起用し続けている。

### 2024年度の評議員
2024年度の双葉会の評議員は以下のとおりである（2024年6月現在）。
- 柿内 よし子（高塔会の評議員も兼務する[14]）
- 日野 正義
- 平野 謙太
- 福田 雅章
- 舩戸 亜紀
- 山田 裕司
- 山本 妙子

### 運営する児童養護施設
双葉会が2024（令和6）年度において運営している児童養護施設は次のとおり
- 児童養護施設「双葉学園」（1945年9月開設[16]）
- 児童養護施設「双葉学園みのり」（2018年4月開設）
- 地域小規模児童養護施設「壱葉（いちは）」（2022年4月開設）
- 地域小規模児童養護施設「弐葉（にいは）」（2023年9月開設）
- 地域小規模児童養護施設「参葉（みつは）」（2023年9月開設）

## 歴史
- 1945年 - 西田好之助が双葉学園を、福岡県北九州市小倉南区長行東に創立した[17]。
- 1954年 - 社会福祉法人の認可を受け、西田サンが理事長に就任した[17]。
- 1957年 - 西田サン理事長が退任し、その後任に西田稔夫が就任した[17]。
- 1966年 - 保育所及び双葉保育園を、福岡県北九州市小倉南区に開設した[17]。
- 1996年 - 西田稔夫理事長が藍綬褒章を受章した[18]。
- 1998年 - 児童自立生活援助事業「双葉ホーム」、介護老人福祉施設「双葉苑」などを開設した[17]。
- 2000年 -「児童家庭支援センター」を双葉学園1階に開設した[17]。
- 2000年 - 双葉学園で男性職員が身体的虐待をして男子児童1名が入院していたことが発覚した[19]。
- 2008年 - 地域密着型介護老人福祉施設「第二双葉苑」、グループホーム「双葉荘」を開設した[17]。
- 2013年 - 地域密着型介護老人福祉施設「ふたばのその」などを開設した[17]。
- 2013年1月 -双葉会職員の西田一が候補者として出馬した北九州市議議員選挙が実施された[20][21]。
- 2013年2月 - 前月の選挙につき双葉会の職員4名が公職選挙法違反の疑いで逮捕された[22][23][24]。
- 2013年10月 - 同年1月の選挙において職員1名の有罪判決が確定した[25]。
- 2015年1月頃 - 双葉学園で男性職員が入所男子児童（小学生）に対して性的虐待をした[26]。
- 2017年 7月 - 小規模多機能型居宅介護「ふたばのみのり」を開設した[17]。
- 2017年8月 - 西田稔夫理事長が死去したため[27][28]、その後任に西田孝子が就任した[29][30]。
- 2017年6月 - 双葉学園で男性職員が女子児童を性的虐待していたことが発覚した[31]。
- 2017年10月 - 補助金等約6,000万円の不正受給など計25件の不適切な業務運営が発覚した[8][9][10]。
- 2018年3月 - 西田孝子は理事長を退任し、その後任に真名子放弦が就任した[30]。
- 2018年3月 - 双葉会は理事13名から6名体制(そのうち1人は市役所OB)に変更した[32]。
- 2018年4月 - 児童養護施設双葉学園みのりを福岡県北九州市八幡西区に開設した[33]。
- 2018年8月 - 双葉学園みのりの開設費約1,400万円に関する書類のほとんどを紛失していた[34]。
- 2018年9月 - 西田孝子が過去自身の給料を昇給させたことにつき北九州市役所は改善勧告をした[35]。
- 2018年9月 - 双葉学園で男性職員が入所男子児童（中学生）に対して性的虐待をした[36][37]。
- 2018年12月 - 双葉学園で男性職員が入所男子児童（小学生）に対して性的虐待をした[38][39]。
- 2018年12月 - 児童相談所は双葉学園の入所男子児童を保護し、その後精神病院に措置入院させた[26]。
- 2018年～2019年 - 西田孝子が他の施設の給食を勝手に自宅に持ち帰っていた[29]。
- 2019年2月 - 真名子放弦は理事長を退任しその後任に高原堅次が就任した[30]。
- 2019年3月 - 西田一北九州市議会議員が、双葉会の事業収入約1,700万円を横領していたことが発覚した[10][40][41]。
- 2019年3月 - 双葉学園で男性職員が入所男子児童（中学生）に対して性的虐待をした[42][43]。
- 2019年5月 - 双葉会は西田一北九州市議会議員を解雇した[20][21][44]。
- 2019年6月 - 双葉学園の元職員が児童福祉法違反の容疑で逮捕された[2][11][29][45][46]。
- 2019年6月 - 双葉学園は福岡県警察（少年課・小倉南警察署）から家宅捜索を受けた[36][37]。
- 2019年6月 - 西田二郎は6600万円に及ぶ不正会計により2017年に退任していたが、2019年には理事に再任した[47]。
- 2019年7月 - 双葉学園の元職員が強制性交等・児童買春などの容疑で逮捕された[36][37][38][39]。
- 2019年9月 - 児童相談所は双葉学園の複数の入所男子児童を保護し、その一部を精神病院に措置入院させた[2][26][48]。
- 2019年9月 - 双葉学園事件に対する鈴木貴美子の発言が北九州市議会で問題となった[2][49]。
- 2019年9月 - 北九州市役所は、鈴木貴美子らが公費を横領したとする住民監査請求を正式受理した[50][51]。
- 2019年10月 - 双葉学園の元職員が、強制性交等罪、児童買春、児童ポルノ法違反などの容疑で起訴された[52][53][54]。
- 2019年11月 - 不正受給の責任をとって退任した理事を再び理事（西田二郎）としたことについて行政指導を受けた[11][12]。
- 2019年11月 - 双葉会は双葉会事件について北九州市役所から改善勧告を受けた[29][55]。
- 2019年12月 - 鈴木貴美子施設長の長男が海外で業務用の携帯電話を使用していたことが報道された[56]。
- 2019年12月 - 双葉学園の元職員は懲役8年の刑が確定し、その後佐賀県内の刑務所に収監された[2][57][58][59][60]。
- 2020年1月 - 高原堅次は理事長を退任しその後任に柏木修が就任した[61]。
- 2020年1月 - 双葉会は児童養護施設双葉学園の鈴木貴美子施設長を解任した[2][62]。
- 2020年1月 - 双葉会は児童養護施設双葉学園みのりの西田孝子施設長を解任した[2][62]。
- 2020年2月 - 双葉学園の施設長を解任させられた鈴木貴美子は、児童指導員として双葉学園みのりに入職した[2]。
- 2021年6月 - 双葉会は北九州市役所の改善勧告を無視し西田二郎を理事に再任させた[2][30]。
- 2021年2月 -  双葉会は鈴木貴美子を被告とする損害賠償請求を提起した[63]。
- 2021年12月 - 弁護士会は人権侵害があるとして双葉会に対して人権救済勧告を執行した[2][64][65]。
- 2022年4月 - 双葉学園の分園として戸建住宅を改装した地域小規模児童養護施設「壱葉」を開設した[66]。
- 2023年4月 - 児童養護施設双葉学園が公式ホームページを初めて開設した[66]。
- 2023年9月 - 双葉学園の分園として戸建住宅を改装した地域小規模児童養護施設「弐葉」及び同「参葉」を開設した[67]。
- 2024年3月 - 双葉学園みのりの男性職員が性的姿態撮影処罰法違反の容疑で逮捕された[68]。

## 双葉会事件

### 双葉会事件の概要
- 事件発生数：12件
- 被害児童数：13名（男子：11名・女子：2名）
- 発生の時期：2015年～2024年
- 職員の性加害の内容：強制性交、児童買春、強制わいせつ、児童ポルノ法違反（製造）等
- 児童の性加害の内容：男子児童間での口腔性交・肛門性交や男子中学生が女子小学生に対して男性器を露出する等
- 加害男子児童の顛末：児童精神科での長期措置入院、退所等

※上記についての仔細は「双葉会事件（北九州児童養護施設虐待事件）」を参照。

### 双葉会事件の原因
双葉学園において2017年6月、男性職員が女子児童を性的虐待する事件が発覚した。このため、当時双葉学園の施設長であった鈴木貴美子は同年10月、「児童虐待の再発防止策」（防犯カメラの録画内容を翌日に確認することなど。）を北九州市役所に提出していたが、その履行を１年以上も懈怠していた。また、児童虐待を現に行っている男性職員U本人から複数の虐待の告白を受けても、これを速やかに通報・通告しなかった。これらが要因となり少なくとも10件の児童虐待事件（いわゆる「双葉会事件」）の発覚が2019年まで遅れることとなった。
鈴木貴美子は、男性指導員（児童指導員）が強制性交などにより2019年に逮捕されたことで、翌年双葉学園の施設長職を解任された。このため現在では、双葉学園みのりにおいて主任職の児童指導員を務めていたものの、ここでは別の男性指導員（児童指導員）が、性的姿態撮影処罰法違反の容疑で2024年に逮捕された。

### 双葉会事件の発覚
元双葉会の職員及び退所児童らは2019年、「双葉学園の鈴木貴美子施設長の放漫な児童施設の運営により、10名以上の入所児童が複数の男性職員ないし一部の男子児童から虐待を受けている」旨を福岡県警察本部少年課及び北九州市役所子ども家庭局に通報・通告するとともに、福岡県弁護士会に子どもの人権救済を申立てした。また、福岡県北九州市に居住する第三者の男性は2019年、「鈴木貴美子施設長が公金である措置費を、私的な携帯電話料や飲食代などの支払いに流用しているのは違法・不当」とする主旨の住民監査請求及び行政訴訟を提起した。

### 双葉会事件の名称
- 当該事件について市役所・警察・弁護士会などは、入所児童が誹謗中傷を受けないようするため、事件の発生施設が分からないようすることを目的に、事件を「（北九州）児童養護施設虐待事件」などと呼んでいた[71]。
- しかし、被害児童が当該施設を退所して既に5年以上が経過していることもあり、一般的には「双葉会事件」ないし「双葉学園事件」と呼んでいる。

### 事件当時の施設内の状況
北九州市社会福祉審議会は2019年11月、双葉会の当時の理事会及び施設長について、次のとおり指摘している。
- 鈴木貴美子施設長は、加害職員による指導記録の不記載、勤務時間外の不用意な居残り等について労務管理できていなかった。
- 鈴木貴美子施設長は、事件発覚前・後において夜警を強化しなかったことから、入所する男子児童間の性暴力が見過ごされていた。
- 上記により、加害職員から虐待を受けていた一部の被害児童は、男子児童間の性暴力においては、加害者に転化していた。
- 鈴木貴美子施設長は、事件発覚前・後において心理療法担当職員2名を欠員させ、入所児童に対する心のケアができていなかった。
- 鈴木貴美子施設長は、双葉会事件について「加害職員の個人的な性的嗜好（同性愛）の問題。」などと断じ、あたかも施設や双葉会は被害者であるとの誤った認識を持ち続けていた。
- 理事会においても、双葉会事件は加害職員の個人的（同性愛）な問題と結論付け、事件の原因などについてほとんど議論しなかった。
- 西田孝子施設長及びその長女の鈴木貴美子（旧姓:西田）施設長は、日頃より高圧的な姿勢で職員に接していたことから、職員は両施設長に何も言えない状態になっていた。
- 理事会は適格性を欠いている西田孝子施設長及び鈴木貴美子施設長を放任するなど、内部統制システムが機能不全の状態に陥っていた。

### 事件発覚から現在までの児童養護施設の状況
双葉会事件発覚以降、双葉学園及び双葉学園みのりでの主な事件・事故等の発生状況は以下のとおりである。
|          | 職員の違法 行為不祥事 | 放置・放任 | 入所児童間 の性的暴力 | 対職員暴力 | 入所児童間 ﾄﾗﾌﾞﾙ喧嘩 | 児童間の不 適切な行為 | 入所児童間 の問題行動 | 無断外泊又 は無断外出 |
| -------- | --------------------- | ---------- | --------------------- | ---------- | -------------------- | --------------------- | --------------------- | --------------------- |
| 2021年度 |                       |            | 2件                   |            | 2件                  |                       |                       | 4件                   |
| 2022年度 | 3件                   | 5件        | 1件                   |            | 12件                 | 4件                   | 2件                   | 9件                   |
| 2023年度 | 1件※                  |            |                       | 2件        | 1件                  | 1件                   | 2件                   | 6件                   |

※男性職員（児童指導員・37歳）が2024年3月、小学5年生の女子児童(11歳)のスカートのなかを、モバイルバッテリーに偽装した小型カメラで撮影しようとしたとして、性的姿態撮影処罰法違反の容疑で福岡県小倉南警察署に逮捕された。なお当該職員は容疑を認めている。

## 監査指摘事項（西田本人）

### 西田一とは
西田一（にしだ はじめ）は、2009年からは北九州市議会議員を務めているほか、2013年から双葉会の理事も務めていた。しかし2017年に補助金の不正請求、2019年には横領が発覚したことから同年5月に双葉会を解雇された。2021年からは高塔会（暁の鐘学園）の理事長に就任したが、2024年に急遽退任（事実上の更迭）した。ちなみに、高塔会の押川剛新理事長は2025年2月28日、西田一を被告とする民事訴訟（損害賠償の第1弾）を福岡地方裁判所小倉支部に提起している。

### 6000万円の不正受給・600万円の使途不明金
西田とその弟は2017年、以下の不適切な業務運営をした責任を取るため双葉会の理事を辞任した。
- 双葉会は2011年、双葉学園において「児童養護施設分園型自活訓練事業」を開始した。その際、入所児童に対する業務に従事していない事務員を、児童指導員や保育士として位置づけるなどして、補助金など約6,000万円を不正受給していた。
- 領収書などの無い使途不明金約293万円があった
- デパートの商品券230万円分が換価されているがその使用用途が不明であった。
- ホテルの商品券100万円分が換価されているがその使用用途が不明であった。

### 1700万円の横領
西田は1,700万円を横領したことにより双葉会を解雇された。
- 西田は、双葉学園の屋上にある携帯電話基地局の設置料:約1,700万円（毎月:約10万円×13年以上）を個人口座に振り込ませて、花見・カラオケ・懇親会など私的な支出にほぼ全額を使っていた。
- 国税庁小倉税務署は、仮装や隠蔽を伴う悪質な所得隠しとして、2019年3月に無申告加算税を課した。
- 双葉会は2019年5月、西田を解雇した。
- 双葉会は2019年8月、西田を被告とする民事訴訟を提起した。

### 北九州市の条例違反
西田は北九州市の資産公開条例に違反した。
- 西田は、2009年以降北九州市の市議会議員を務めていることから、北九州市の資産公開条例により保有する資産を同年以降北九州市役所に報告する義務があった。
- 西田は横領していた前項の事業収入約1,700万円について、北九州市の資産公開条例に基づく報告書に一切記載していなかった。

### 車両の不正使用
西田は双葉会の車両を不正使用していた。
- 西田は少なくとも2013年から2018年の5年もの間、双葉会の業務用の車両（日産のエルグランド）を、登庁や地域行事への参加、買い物などに使用していた。
- 北九州市役所子ども家庭局は2018年9月、双葉会が公費589万円を支出して購入した業務用の車両を、西田に対して無償で使用させていたことは社会福祉事業の観点から適性を欠くと、行政指導をしていた。

### 施設の不正使用
西田は自身が所有する自己の選挙資材を双葉会の施設内で保管させ続けた。
- 前項の車両の不正使用に関する行政指導を受けた双葉会は、西田所有の選挙資材を社会福祉法人の施設（双葉学園）で保管することは、社会福祉法ないし公職選挙法に抵触する可能性があると判断した。
- 双葉会は、双葉学園1階の児童家庭支援センターで就業している西田の妻に対して当該選挙資材の撤去を求めた。
- 西田は北九州市役所子ども家庭局に対して、「児童家庭支援センター長である妻に対して子育てに関する相談業務以外のことを求めるのは、双葉会の私の妻に対するパワハラだ。」などと抗議して、いまだに当該選挙資材の撤去に応じていない。

## 監査指摘事項（西田の母）
双葉会の理事長を50年以上にわたり務めてきた西田稔夫が2017年8月に死去した。このため理事長の後任に西田一の母が就任したものの、同年10月には北九州市役所の補助金等約6,000万円を不正受給していたことが発覚した。このため当該母は双葉会の理事長職を辞し、2018年4月より新規開設された双葉学園みのり（分園）の施設長に就任した。
北九州市役所は2017年及び2018年の特別指導監査において次の指摘をした。
- 西田の母は月額44万円であった自身の給料を、段階的に74万円まで引き上げた[34]。

- 双葉学園みのりの開設に必要な物品等の経費1,400万円について、予算及び補正予算に計上することなく初度調弁したうえ、これに係る見積書、契約書、請求書などの関係書類がほとんど保存されていなかった[34]。

- 西田の母は2018年から2019年の間、定められた時間に就業しなかったうえ、他施設（双葉学園）の給食を検食と称して勝手に自宅に持ち帰っていた[29]。

## 監査指摘事項（西田の弟）
西田一の弟（西田二郎）は、双葉会が運営する双葉苑及び第二双葉苑の施設長を務めている。当該弟が双葉会の理事を務めていた2017年当時、不正会計の責任をとり理事を退任したものの、2019年には北九州市役所の行政指導を無視して双葉会の理事職に復帰している。
弟が施設長を務める施設で職員4名が公職選挙法違反の疑いで逮捕された。
- 双葉会が運営する特別養護老人ホームにおいて、認知症により意思表示をすることができない高齢者3名の投票用紙を使って投票をしたとして、当該施設の職員4名が公職選挙法違反の疑いで2013年2月に逮捕された[22][23][24]。
- 逮捕された4名は「自分たちが投票用紙に書いた。」などと供述し、全員が容疑を認めた[101]。
- 問題となった選挙は、2013年1月27日が投票日となっている福岡県北九州市の市議会議員選挙で、西田一が小倉南選挙区から立候補していた選挙であった。
- 当該施設は北九州市選挙管理委員会から不在者投票所に指定されていて、入所者約50名のうち約30名が不在者投票をしていた[101]。
- 当該施設のある小倉南選挙区は、定数12に対して14名が立候補している選挙区で、西田一（自民党）は6,001票を集めて5位で再選（2期目）した[101]。
- 西田一は電話取材に対して、職員が「警察から調べられていたことは知っていたが、私情を挟むことがないように見守っていた。」「逮捕されるとは思わず驚いている。」「投票偽造の指示などは全くしていない。」とコメントした[101]。
- 逮捕された4名のうち1名については、2013年10月、公職選挙法違反（投票偽造）の罪により懲役1年2カ月、執行猶予5年の刑が確定した[25]。

弟は行政指導を無視して双葉会の理事を継続している。
- 西田一及びその弟は双葉会の理事を務めていた2017年当時、児童養護施設分園型自活訓練事業において補助金など約6,000万円を不正受給していたほか、600万円もの使途不明金を発生させた。このため西田一及びその弟は同年、これらの責任をとり双葉会の理事を退任した[8][9][10]。
- しかし当該弟だけは2019年6月に理事に再任した[47]。
- このため北九州市役所は2019年11月、不正受給の責任をとって退任した理事を再び理事とすることは、業務を改善しようとする法人の姿勢としては不適切であると行政指導した[11][12]。
- 双葉会は2019年から2023年の5年にわたり、行政指導を無視して当該弟を理事に起用し続けている[102]。

## 監査指摘事項（西田の妹）
双葉学園の施設長を50年以上にわたり務めてきた西田稔夫が2017年8月に死去した。このため双葉学園の施設長に西田の妹が就任した。しかし当該妹は2022年1月、以下の理由によりに施設長の職を解任されたため、現在は双葉学園みのりにおいて児童指導員として勤務している。
妹は業務用の携帯電話で海外パケット代金を発生させていた。
- 西田の妹は米国ニューヨーク州内の高校に進学している長男に、双葉会が法人契約している業務用の携帯電話を2016年から2020年の間貸し出し、海外パケット代金を49万円も発生させていた。
- 福岡県北九州市内に居住する第三者の男性は2019年、公金である措置費から私用の携帯電話料を賄うのは違法・不法であるとして、住民監査請求及び行政訴訟を提起していた。
- 双葉会は2021年、当該妹を被告とする民事訴訟を提起した。

妹は自身が策定した虐待防止策を放置し、虐待の発見を1年以上も遅延させた。
- 双葉学園の施設長であった西田の妹は2017年、女子児童に対する虐待事件が発生したことにより、防犯カメラの録画内容を翌日に確認することなどを柱とする再発防止策を北九州市役所に提出した。
- 当該妹は、自ら策定した再発防止策の履行を１年余りも懈怠したことから、男子児童に対する虐待10件（双葉会事件）の発覚が2018年8月まで遅れた。

妹は児童虐待事件を隠蔽した。
- 双葉学園の施設長であった西田の妹は2019年4月、シフト休にも関わらず午前9時過ぎに施設を訪れた男性職員から、身体的虐待をしていることについて告白を受けた。
- 当該妹は告白を受けた虐待の事実3件について、警察署や児童相談所などに対して速やかに通報・通告をしなかった。